# Oroscopa alastor
Oroscopa alastor är en fjärilsart som beskrevs av William Schaus 1913. Oroscopa alastor ingår i släktet Oroscopa och familjen nattflyn. Inga underarter finns listade i Catalogue of Life.